# Taxillus nigrans
Taxillus nigrans là một loài thực vật có hoa trong họ Loranthaceae. Loài này được (Hance) Danser miêu tả khoa học đầu tiên năm 1931.